# Søllested
Søllested – miasto w Danii, w regionie Zelandia, w gminie Lolland.